# Magyar karikaturisták listája
Az alábbi, nem teljes lista magyar karikaturisták nevét tartalmazza:
- Antal József (1965–) író
- Balázs-Piri Balázs (1937–2014) karikaturista, grafikus
- Bánó Attila Bánó
- Barát József (1940–) Ludas Matyi, napilapok
- Bene Erzsébet (1931)
- Békési József (Sándor, Joe) (1946) Ludas Matyi, Népszava, Hócipő, Magyar Hírlap
- Bér Dezső (1875–1924)
- Bodola György (1952–2007) grafikus, karikaturista, fotográfus
- Bojcsuk Iván (1947)
- Brenner György (1939–1993) karikaturista
- Byssz Róbert (1899–1961) tervezőgrafikus, karikaturista
- Czifferszky Béla (1935) karikaturista, grafikus, újságíró
- Császár Tamás (1948–2016) Ludas Matyi
- Császár Vera Makina
- Csátth Attila (1942–2015)
- Csikós György (1970) Heti Matyi, Hetedhéthatár, Gondola Kulturális Magazin
- Dallos Jenő (1940–2021) Ludas Matyi, Új Ludas, Mai Nap
- Deák Kázmér (1955)
- Dezső Alajos (1888, Baja–1964, New York) nemzetközi konferenciák gyorsrajzolója, korábban karikaturista
- Dézsy Zoltán (1945–)
- Diós Magda
- Dluhopolszky László (1951) Rakéta Regényújság, Esti Hirlap
- Dunai Imre (1948)
- Endrődi István (En) (1920–1988) Esti Hírlap, Ludas Matyi
- Endrődi Balázs (EnB) (1980) Mai Nap
- Erdei Sándor (1917–2002) Ludas Matyi, Sportfogadás
- Faragó József  (1866–1906) – Kakas Márton, Borsszem Jankó egyik kitűnő rajzolója
- Fenekovács László (1950)
- Fórizs Attila Fóka (1968)
- Földes Vilmos (1942)
- Fülöp György (fül) (1923–)
- Gaál Tibor (T–boy) (1913–2001)
- Gardos Károly (Kariel) (1921–2000)
- Gábor Éva (1914–2003)
- Gáspár Antal (1889–1959) XX. sz. legelejének egyik kimagasló politikai karikaturistája, utóda Jankó Jánosnak
- Gáspár Imre (1947–2024)
- Gedő Lipót (1887–1952) festő, grafikus, karikaturista
- Gellért Hugó (1892–1985) festő
- Gerő Sándor (1904–1977) grafikus, karikaturista
- Göndöcs Gergely (1976–)
- Gugi Sándor (1917–1998) grafikus, festő, pedagógus, a magyar képregény újraindítója
- Gunscher Nándor (1886–1963)
- Gyöngy Kálmán (1944–)
- Halász Géza (1947–) Magyar Nemzet, Magyar Idők
- Halter András
- Hauswirth Magda (1903–1999) grafikus, illusztrátor, újságrajzoló, karikaturista
- Hegedűs István (1932–2007) (Hihi)
- Hegyi Füstös László (1950–2003) grafikus, tanár, animációs filmrendező
- Horváth Szekeres István (1975–)
- Jankó János  (1833–1896) – a 19. század egyik legjelentősebb magyar karikaturistája, rajzolója, a Borsszem Jankó munkatársa
- Jelenszky László (1947)
- Jeney Jenő Béla (1874–1950) – majd az összes egykori élclapban rajzolt
- Jókó Csaba (1961–2012)
- Kaján Tibor (–K–) (1921–2016)
- Kalivoda Kata (1877–1936) festő, grafikus, karikaturista
- Kassowitz Félix (Kasso)  (1907–1983)
- Kelemen István
- Kelen Imre (1896–1978)
- Kóber Leó (1876–1931)
- Komádi Imre (komi) (1930–1988)
- Kovács Zsigmond (1976–)
- Kozma György (1954–)
- Könczey Elemér (1969–)
- Kőszegi Judit (judi) (1944–)
- Krenner István (1948–)
- Lakatos Ferenc (1939–)
- Lakos Alfréd (1870–1961)
- Lehoczki István (Leho)  (1950–2007)
- Lehoczki Károly (Czki) (1957–2012)
- Lengyel Gyula (1943–1990)
- Léphaft Pál (1952)
- Linek Lajos (1859–1941) – Kakas Márton főrajzolója
- Major Henrik (1895–1948) karikaturista, festő
- Manno Miltiades (1879–1935)
- Marabu (1962–)
- Márk Lajos (1867–1942)
- Mekkey Péter (1950–)
- Menkó László (1938–)
- Mező István (MI) (1951–)
- Mészáros András (1922–2007) karikaturista
- Nagy László Ervin (1954–)
- Nemes Zoltán (1968–)
- Nemes (Nágel) Endre (1909–1985)
- Németh György
- Őszi Zoltán (1967–)
- Para István (1962–)
- Patrovits Tamás
- Pajtás Szmercsányi Ödön (1872–1954)
- Pálfy (Putyu) István (1951–)
- Pechán Béla (1906–1986)
- Pápai Gábor
- Pusztai Pál (1919–1970) grafikus, karikaturista
- Rau Tibor (1934–)
- Rák Béla (1945–)
- Réber László (1920–2001) grafikus, könyvillusztrátor, karikaturista
- Rózsahegyi György (1940–2010)
- Ruszkay György (1924–1998)
- Sajdik Ferenc (1930–) grafikus, karikaturista
- Sándor Károly (1915–1960) grafikus, karikaturista
- Somhegyi Béla
- Schwott Lajos (1907–1987) grafikus, karikaturista
- Szegő Gizi (gis) (1902–1985) grafikus, karikaturista
- Szepes Béla (1903–1986) atléta, karikaturista
- Szerelmey Miklós (1803–1875)
- Szerényi Gábor
- Szmodis Imre (Szi) (1964–2022)
- Szobota István (1911–1994)
- Szűcs Édua (1959–)
- Szűr Szabó József (Szűr) (1902–1993)
- Takács Imre (Takács) karikaturista
- Takács Krisztián (1986)
- Takács Zoltán (taki) (1940–2014)
- Tettamanti Béla (1946–2020)
- Tomcsa Sándor (1897–1963)
- Tónió
- Toncz Tibor (1905–1979)
- Tót Gyula (1944–) karikaturista
- Tóth András (1955–)
- Vanek József sz.: 1886 – Borsszem Jankó
- Várnai György (1921–1991)
- Varga Zerge Zoltán (1969–)
- Vasvári Anna (1923–1990)
- Vértes György (1930–1979) grafikus, karikaturista
- Vészi Margit (1885–1961)
- Weisz Béla (1965–)
- Zórád Ernő (1911–2004) festő, képregényrajzoló
- Zsoldos Péter (1966)
- Zsoldos Sándor (1940–) karikaturista